# Evgeny Donskoy
Evgeny Donskoy, né le 9 mai 1990 à Moscou, est un joueur de tennis russe, professionnel depuis 2008.

## Carrière
Son meilleur classement en simple est 65e mondial, obtenu le 8 juillet 2013.
Il a remporté 12 titres en simple en catégorie Challenger : à Casablanca en 2011, Meknès, Astana, Ségovie, Loughborough et Tioumen en 2012, Ségovie en 2015, Ra'anana et Astana en 2016, Zhuhai et Kaohsiung en 2017 et Noursoultan en 2019.
À l'US Open 2016, il s'incline face à Steve Johnson (4-6, 1-6, 7-6, 6-3, 6-3) après avoir eu 6 balles de match et avoir été tout proche de conclure à 2 sets à rien (6-4, 6-1, 5-2, et 40-0 sur son propre service).
Il fait sensation en 2017 en battant Roger Federer à Dubaï.
Début 2021, il fait partie de l'équipe russe vainqueur de l'ATP Cup.

## Parcours dans les tournois duGrand Chelem

### En simple
| Année | Open d'Australie | Open d'Australie  | Internationaux de France | Internationaux de France | Wimbledon       | Wimbledon         | US Open         | US Open            |
| ----- | ---------------- | ----------------- | ------------------------ | ------------------------ | --------------- | ----------------- | --------------- | ------------------ |
| 2010  | —                | —                 | —                        | —                        | —               | —                 | Q1              | Stéphane Bohli     |
| 2011  | Q1               | R. Dutra Silva    | Q2                       | Simone Bolelli           | —               | —                 | Q2              | Denis Kudla        |
| 2012  | Q1               | João Sousa        | Q1                       | Romain Jouan             | Q1              | Ruben Bemelmans   | —               | —                  |
| 2013  | 3e tour (1/16)   | Kei Nishikori     | 2e tour (1/32)           | Kevin Anderson           | 1er tour (1/64) | John Isner        | 3e tour (1/16)  | Lleyton Hewitt     |
| 2014  | —                | —                 | Q2                       | Laurent Lokoli           | 1er tour (1/64) | Bernard Tomic     | 1er tour (1/64) | A. Kudryavtsev     |
| 2015  | Q1               | Yuki Bhambri      | Q3                       | Illya Marchenko          | Q2              | É. Roger-Vasselin | 2e tour (1/32)  | Marin Čilić        |
| 2016  | 2e tour (1/32)   | Gilles Simon      | 1er tour (1/64)          | David Ferrer             | 1er tour (1/64) | A. Dolgopolov     | 1er tour (1/64) | Steve Johnson      |
| 2017  | Q3               | Noah Rubin        | 1er tour (1/64)          | Viktor Troicki           | 1er tour (1/64) | Alexander Zverev  | 2e tour (1/32)  | M. Kukushkin       |
| 2018  | 2e tour (1/32)   | Fabio Fognini     | 1er tour (1/64)          | Jan-Lennard Struff       | 1er tour (1/64) | P. Kohlschreiber  | 1er tour (1/64) | Daniil Medvedev    |
| 2019  | 2e tour (1/32)   | Filip Krajinović  | Q1                       | Bjorn Fratangelo         | Q2              | Yasutaka Uchiyama | 1er tour (1/64) | Borna Ćorić        |
| 2020  | 1er tour (1/64)  | Fernando Verdasco | Q1                       | M. Vilella Martínez      | Annulé          | Annulé            | 1er tour (1/64) | J. I. Londero      |
| 2021  | Q1               | Zhang Zhizhen     | Q2                       | Marco Trungelliti        | Q1              | F. Ferreira Silva | 1er tour (1/64) | F. Auger-Aliassime |

N.B. : à droite du résultat se trouve le nom de l'ultime adversaire.

### En double
| Année | Open d'Australie | Open d'Australie | Internationaux de France      | Internationaux de France     | Wimbledon                    | Wimbledon              | US Open | US Open |
| ----- | ---------------- | ---------------- | ----------------------------- | ---------------------------- | ---------------------------- | ---------------------- | ------- | ------- |
| 2013  | —                | —                | 1er tour (1/32) D. Toursounov | A.-U.-H. Qureshi J.-J. Rojer | 1er tour (1/32) A. Kuznetsov | X. Malisse Ken Skupski | —       | —       |
| 2016  | —                | —                | 1er tour (1/32) A. Kuznetsov  | Jamie Murray Bruno Soares    | —                            | —                      | —       | —       |
| 2017  | —                | —                | —                             | —                            | —                            | —                      | —       | —       |
| 2018  | —                | —                | 2e tour (1/16) M. Á. Reyes    | L. Mayer João Sousa          | —                            | —                      | —       | —       |

N.B. : le nom du partenaire se trouve sous le résultat ; le nom des ultimes adversaires se trouve à droite.

## Parcours dans lesMasters 1000
| Année | Indian Wells        | Miami                 | Monte-Carlo          | Madrid            | Rome | Canada              | Cincinnati | Shanghai | Paris                |
| ----- | ------------------- | --------------------- | -------------------- | ----------------- | ---- | ------------------- | ---------- | -------- | -------------------- |
| 2013  | 2e tour A. Murray   | 1er tour S. Devvarman | —                    | —                 | —    | —                   | —          | —        | —                    |
| 2014  | 3e tour K. Anderson | —                     | 1er tour Lukáš Rosol | —                 | —    | —                   | —          | —        | —                    |
| 2015  | —                   | —                     | —                    | —                 | —    | —                   | —          | —        | —                    |
| 2016  | 1er tour P. Carreño | 1er tour Rajeev Ram   | —                    | —                 | —    | —                   | —          | —        | —                    |
| 2017  | —                   | —                     | —                    | —                 | —    | —                   | —          | —        | 1er tour Kyle Edmund |
| 2018  | 2e tour K. Anderson | 2e tour D. Ferrer     | —                    | 2e tour A. Zverev | —    | 2e tour K. Anderson | —          | —        | —                    |

N.B. : sous le résultat se trouve le nom de l’ultime adversaire.

## Victoires sur le top 10
Toutes ses victoires sur des joueurs classés dans le top 10 de l'ATP lors de la rencontre.
| Légende      |
| Grand Chelem |
| Masters 1000 |
| 500 Series   |
| 250 Series   |
| Coupe Davis  |

| # | E.D.   | Tournoi | Année | Surface | Adversaire    | Rang  | Tour | Score           |
| - | ------ | ------- | ----- | ------- | ------------- | ----- | ---- | --------------- |
| 1 | no 116 | Dubaï   | 2017  | Dur     | Roger Federer | no 10 | 1/8  | 3-6, 7-67, 7-65 |

## Classement ATP en fin de saison
| Année          | 2007 | 2008 | 2009 | 2010 | 2011 | 2012 | 2013 | 2014 | 2015 | 2016 | 2017 | 2018 |
| Rang en simple | 1065 | 612  | 474  | 258  | 144  | 96   | 98   | 130  | 91   | 125  | 72   | 98   |

Source : (en) Classements de Evgeny Donskoy sur le site officiel de la Fédération internationale de tennis